# ブーリャ
ブーリャ（Burya、ロシア語で"嵐"の意; ロシア語: Буря) は、1954年にソビエト政府の要求を元にラーボツィキン設計局によって開発された遷音速大陸間巡航ミサイルである。
核兵器をアメリカ本土へ輸送する能力を有するミサイルを開発する設計競争が実施された。
部分的に後に並行する技術と類似の性能を目標としたアメリカのSM-62 SnarkとSM-64 Navaho巡航ミサイルに相当した。

## 開発
ブーリャはマッハ3で大陸間核装備ラムジェットミサイルとして計画された。中止後、試験は技術実証として継続された。
ブーリャは当時特筆すべき先進性を有していて、複数回の墜落はあったものの水素爆弾の大きさのペイロードを装備した状態で、マッハ3以上で6,000 km以上の射程を実証した。
ブーリャは大陸間ミサイルの2段目の部分でマッハ3で飛行する2段式の設計だった。この概念の原型は第二次世界大戦時にまで遡り、母機からではなくロケットで加速する。
ラムジェットは亜音速以下では運転できず、幅広い速度域でのハイブリッド・ジェット-ラムジェットの使用は複雑すぎるので、1段目は動力であるラムジェットに点火するために必要な高度と速度域まで加速する弾道ミサイルから派生したブースターだった。
運用目的での計画が中止されてからわずか数年後に試験の成功に到達した。
アメリカ空軍のナバホのように大幅に単純で信頼性のある迎撃用の純粋な弾道ミサイルだったミサイルは、ズヴェズダとブラン計画の初期の前身だった。

## 仕様諸元

### 全体の特徴
- 機能: 核兵器搭載巡航ミサイル
- 打ち上げ重量: 96,000 kg
- 全長: 19.9 m
- 発射施設: 発射台
- 最初の飛行試験: 1957年7月1日
- 最後の飛行試験: 1960年12月16日
- 発射成功数: 14
- 発射失敗数: 3
- 状態: 中止

### 打ち上げ機 (1段目)
- 機能: 多目的打ち上げ機
- エンジン: 2× Burya ブースターS2.1150エンジン搭載
- 全長: 18.9 m
- 直径: 1.45 m
- 推力: 68.61 t
- 酸化剤: 硝酸
- 燃料: アミン

### 巡航ミサイル (2段目)
- エンジン: 1× RD-012U ラムジェット
- 速度 : マッハ 3.1-3.2
- 射程: 8,500 km
- 飛行高度: 18–20 km
- 弾頭: 水素爆弾, 2190 kg
- 全長: 18.0 m
- 直径: 2.20 m
- 翼幅: 7.75 m
- 翼面積: 60 m²